# الجيش الملكي الإيطالي
الجيش الملكي الإيطالي (بالإيطالية: Regio Esercito) هو جيش مملكة إيطاليا في الفترة الواقعة بين توحيد إيطاليا سنة 1861 وإعلان الجمهورية الإيطالية سنة 1946. وقد تغير اسم الجيش بعد سقوط الملكية في إيطاليا إلى الجيش الإيطالي.

## أبرز الحروب التي شارك فيها

### في القرن التاسع عشر
- حرب الاستقلال الإيطالية (1866)
- حروب الثورة المهدية (1881 ـ 1899)
- الحرب الإيطالية الإثيوبية الأولى (1895 ـ 1896)

### في القرن العشرين
- ثورة الملاكمين (1900)

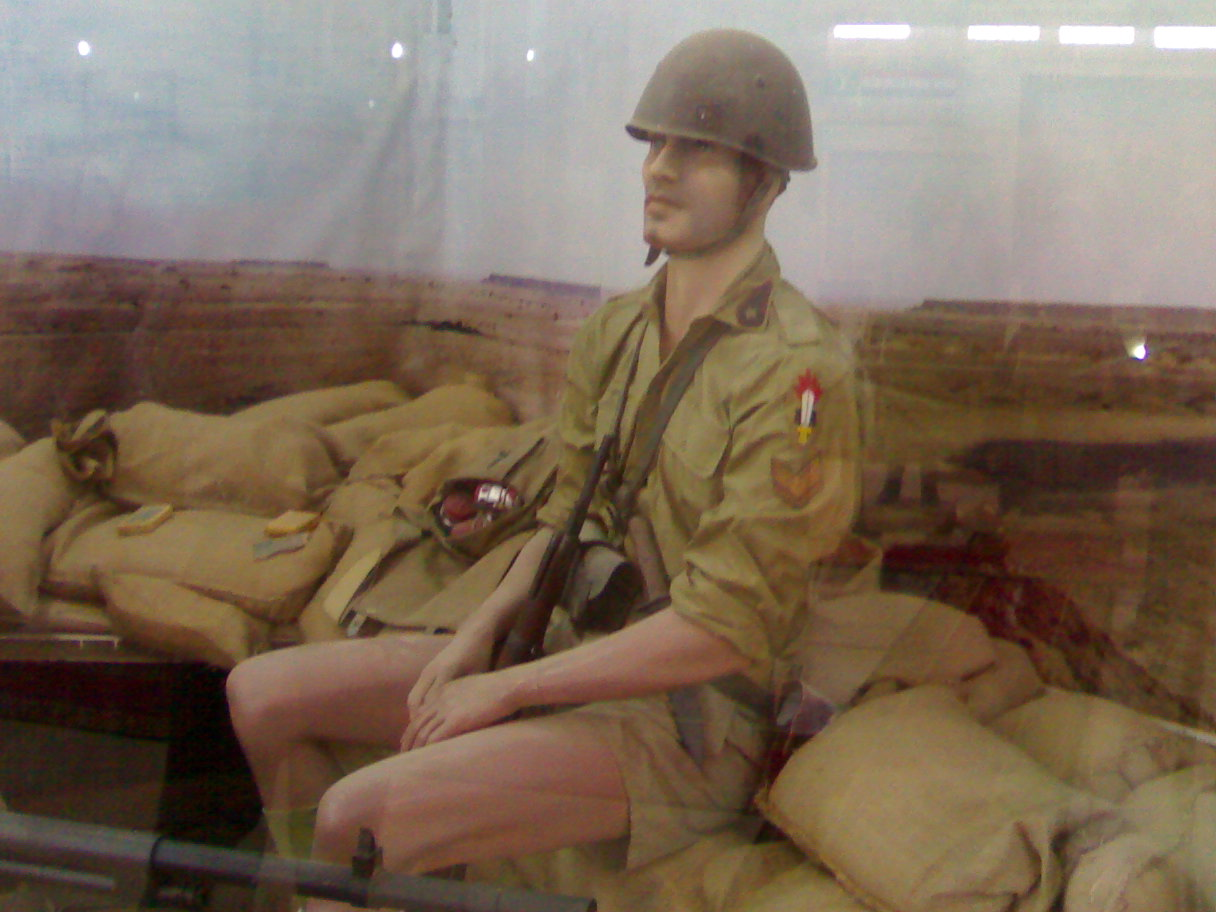
متحف العلمين العسكري، مصر: مهندس بالجيش الملكي الإيطالي أثناء الحرب العالمية الثانية

- الحرب العثمانية الإيطالية (1911 ـ 1912)
- الحرب العالمية الأولى (1915 ـ 1918)
- إخضاع الثورة الليبية (1928 ـ 1932)
- الحرب الإيطالية الإثيوبية الثانية (1935 ـ 1936)
- التدخل في الحرب الأهلية الإسبانية (1936 ـ 1939)
- الحرب العالمية الثانية (1940 ـ 1945)